# 데이비드 스트러세언
데이비드 스트러세언(영어: David Strathairn, 영어 발음: /strəˈθɛərn/, 1949년 1월 26일 ~ )은 미국의 배우이다. 영화 《굿 나잇 앤 굿 럭》(2005)에서 에드워드 R. 머로 기자를 연기하여 아카데미 남우주연상에 후보지명되었다. 《본 얼티메이텀》(2007)과 《본 레거시》(2012)의 노아 보슨 역, 《링컨》(2012)의 윌리엄 H. 수어드 역으로도 알려져 있다.

## 출연 작품
- 실크우드 (1983)
- 아이스맨 (1984)
- 다른 행성에서 온 형제 (1984, The Brother from Another Planet)
- 폐쇄 구역 (1986)
- 메이트원 (1987, Matewan)
- 정열과 사랑 (1988)
- 콜 미 (1988)
- 여덟명의 제명된 남자들 (1988)
- 닉키와 지노 (1988)
- 멤피스 벨 (1990)
- 꿈꾸는 도시 (1991, City of Hope)
- 소녀는 울지 않는다 (1992)
- 그들만의 리그 (1992)
- 밥 로버츠 (1992)
- 스니커즈 (1992)
- 패션 피쉬 (1992)
- 야망의 함정 (1993)
- 위험한 여인 (1993)
- 리버 와일드 (1994)
- 모정 (1995)
- 돌로레스 클레이븐 (1995)
- 홈 포 더 할리데이 (1995)
- 마더 나이트 (1996)
- LA 컨피덴셜 (1997) - 피어스 모어하우스 펫쳇 역
- 사이먼 버치 (1998)
- 한 여름밤의 꿈 (1999)
- 헬렌 켈러의 위대한 스승, 애니 설리번 (2000, The Miracle Worker)
- 해리슨의 꽃 (2000)
- 블랙아웃 (2004)
- 악명높은 베티 페이지 (2005)
- 굿 나잇 앤 굿 럭 (2005)
- 우리는 마샬: 불멸의 팀 (2006)
- 분열 (2007)
- 본 얼티메이텀 (2007)
  - 본 레거시 (2012)
- 마이 블루베리 나이츠 (2007)
- 스파이더위크가의 비밀 (2008)
- 안나와 알렉스: 두 자매 이야기 (2009)
- 하울 (2010)
- 더 템피스트 (2010)
- 내부고발자 (2010)
- 링컨 (2012)
- 고질라 (2014) - 윌리엄 스탠즈 제독 역
  - 고질라: 킹 오브 몬스터 (2019)
- 베스트 엑조틱 메리골드 호텔 2 (2015)
- 라우더 댄 밤즈 (2015)
- 아메리칸 패스토럴 (2015)
- 다키스트 아워 (2017)
- 노벰버 크리미널즈 (2017) - 테오 샤흐트 역
- 하나님과의 인터뷰 (2018, An Interview with God) - 남자 역
- 유전: 더 제네시스 (2018, Fast Color)
- UFO (2018, UFO)
- 더 데블 해즈 어 네임 (2019, The Devil Has a Name)
- 노매드랜드 (2020) - 데이브 역
- 나이트메어 앨리 (2021)
- 가재가 노래하는 곳 (2022) - 톰 밀턴 역